# Petroyuan
Petroyuan ist ein Versuch der Volksrepublik China, den weltweiten Ölhandel in Renminbi statt in US-Dollar abzuwickeln.  Der Wortbestandteil Petro steht für Erdöl (englisch petroleum; vgl. Petrochemie), yuan für die chinesische Währungseinheit.
Der Petroyuan erlangte 2017 Aufmerksamkeit, als China und Russland vereinbarten, dass der bilaterale Ölhandel zwischen den beiden Ländern in Renminbi abgewickelt werden könnte. Seitdem haben die beiden Länder ihre wirtschaftliche Zusammenarbeit vertieft, um sich von dem von den USA dominierten Zahlungssystem zu lösen. Letztlich könnte dies unter anderem dazu genutzt werden, die Wirtschaftssanktionen der USA gegen China zu umgehen.
Im Jahr 2018 begann die Shanghaier Börse mit der Emission von Öl-Futures in Renminbi.
Eine Karikatur des slowakischen Cartoonisten Ľubomír Kotrha behandelt das Thema bereits 2017 in Form einer Darstellung der sich unter arabischen Ölscheichs herumsprechenden Nachricht.

Als der russische Präsident Wladimir Putin 2018 auf einer Podiumsdiskussion gefragt wurde, warum Russland sich vom Dollar abwende, begann er seine Antwort mit den Worten (teils unter Gelächter und Beifall):

„Wir haben nicht das Ziel, uns vom Dollar abzuwenden, der Dollar wendet sich von uns ab. Und diejenigen, die die entsprechenden Entscheidungen treffen, schießen sich nicht nur selbst ins Bein, sondern ein wenig höher. Diese Instabilität des Dollars führt dazu, dass viele Volkswirtschaften der Welt nach alternativen Reservewährungen suchen und vom Dollar unabhängige Abrechnungssysteme schaffen wollen.“

Neben Russland und Iran plant 2023 die Volksrepublik China auch den Handel mit Erdöl und Erdgas aus Saudi-Arabien in Renminbi abzuwickeln.